# Sokołowe (obwód charkowski)
Sokołowe (ukr. Соколове) – wieś na Ukrainie, w obwodzie charkowskim, w rejonie zmijiwskim. W 2001 roku liczyła 1464 mieszkańców.
Pierwsza wzmianka o miejscowości pochodzi z 1660 roku. 8 marca 1943 roku w pobliżu wsi rozegrała się bitwa, w której zginął późniejszy czeski Bohater Związku Radzieckiego, Otakar Jaroš. Do 23 sierpnia 1971 roku miejscowość nosiła nazwę Sokoliw.